# Чепеленко, Геннадий Владимирович
Генна́дий Влади́мирович Чепеле́нко (род. 7 января 1942, пос. Кез, Удмуртская АССР, РСФСР, СССР) — советский и российский учёный-лимфолог, рентгенохирург. На протяжении научной карьеры занимается главным образом изучением анатомии и патологии лимфатической системы. Eberchard Willich, опубликовавший рецензию на его монографию в «Radiology», назвал Г. В. Чепеленко «пионером разработки методов функционального исследования сосудов и узлов для диагностики их заболеваний». Он — автор сегментарной теории лимфатической системы, гипотезы атеросклероза без общей дислипидемии. Его итоговая статья о доказательствах упорядоченного строения лимфатической системы, автономных структур дренажа тканей и классификации элементов участвующих в нём от открытых им дренажных территорий переведена на более чем 55 языков и включена в международный реестр HistoricalFacts.com. Его работы в этой области (1980—1995) опровергли основной постулат теории сетей в отсутствии дренажных территорий, открывшего лимфатическую систему Gaspare Aselli (1622), в дальнейшем — его последователей. Ранний механизм атеросклероза, связанный с регуляцией воспалительного процесса и остающийся в большей степени неясным, раскрывает его статья в Medical Hypothesis. В ней он выдвинул гипотезу регулирования воспаления и начала болезни, возникающих с медио-зависимой недостаточности клеток эндотелия (не как признано всеми, сигналами из просвета сосуда) и причастности к ней гладкомышечных клеток (ГМК). Другие гипотезы <response-to-injury>, <LDL oxidation>, and <response-to-retention> обосновывают этот механизм без участия ГКМ с вовлечением в первичную реакцию клеток воспаления (моноцитов, макрофагов). Однако, каждая из них, описывает механизм одного и того же процесса, но через различные сигнальные пути и, потому молекулярные события, запускающие его, являются этапами часто меняющиеся в своей последовательности после первоначальной реакции ГМК. Гипотеза Г. И. Чепеленко обосновала универсальный местный механизм контроля за накоплением и удалением липопротеидных частиц гладкомышечными клетками при прохождении их из просвета артерии через все слои стенки к адвентиции, к истокам (капиллярам) лимфатического русла и часто не зависимого на начальном этапе от перекисного окисления липопротеидов или дислипидемии. Она и программа её экспериментального подтверждения признаны инновационными. «GlobalMedicalDiscovery» (Канада) зарегистрировала механизм регулирования атеросклероза ГМК открытием и внесла его в международный реестр как «Key Scientific Articles». Эта статья, изменившая парадигму изучения механизма атеросклероза, является самой цитируемой в биомедицинской литературе. Им обнаружен и раскрыт лимфатический патогенез патологического процесса болезни в процессе и после адаптационного синдрома Selye. По данным Web of Science Г. В. Чепеленко имеет один из высоких индексов цитирования своих статей.

## Биография
Родился в семье врачей — Чепеленко Владимира Фёдоровича и Марии Рувимовны. Незадолго до своего преждевременного рождения он был вывезен из города Харькова на Украине, ежедневно подвергавшегося бомбардировкам немецкой авиации во время начавшейся II-ой Мировой войны, через многократные её налёты на эшелон, увозивший его родителей на Восток. Его родные дед и бабушка по материнской линии (Рувим и Зельда Бернард) стали жертвами Холокоста — были расстреляны в балке в окрестностях города Прилуки Черниговской области на Украине. Отец Г. В. Чепеленко стал одним из организаторов санитарно-эпидемиологической службы и первым главным врачом СЭС в Удмуртии. Впоследствии в связи с переназначениями отца в качестве главного врача районных больниц семья переехала в село Малая-Пурга, где он окончил 7 классов (1949 − 1956), а затем в посёлке Кизнер — школу десятилетку (1956 − 1959).
В 1959 году он стал студентом Ижевского государственного медицинского института, который закончил в 1965 году. После 2-х лет работы врачом скорой медицинской помощи города Ижевска он подаёт документы в аспирантуру по нормальной анатомии человека, возглавляемую Р. Д. Синельниковым, автором известного каждому врачу 3-томного атласа по анатомии человека в Харьковский медицинский институт, который окончили его родители, но несмотря на отличные отметки при поступлении, не был принят. Позднее он поступает в аспирантуру по нормальной анатомии человека Ижевского государственного медицинского института к профессору Владимиру Петровичу Голеву, у которого много лет занимался в студенческом научном кружке и защищает диссертацию на степень кандидата медицинских наук в 1970 году.
Ранние его работы посвящены динамике изменений нервной системы под воздействием различных перегрузок (ускорений) и постоянных магнитных полей. В дальнейшем он специализировался по лимфологии и рентгенохирургии, переезжает в город Обнинск Калужской области и работает в институте медицинской радиологии Академии Медицинских Наук (АМН) СССР (1971 − 1979). Здесь в лаборатории лимфоангиологии, возглавляемой А. Ф. Цыбом, начинается новый период его деятельности. Впервые у больных с тотальными отеками верхних и нижних конечностей он стал использовать новый методический подход — в целях диагностики проводить введение контрастных веществ в начальные отрезки различных групп лимфатических коллекторов и обнаружил неодинаковую степень их вовлечения в патологический процесс. Методы разработанные им получили в литературе название «многоколлекторные». Первые результаты этих исследований были доложены совместно с А. Ф. Цыбом на VI-ом Международном съезде лимфологов в Праге в 1977 году. Их итог: введение научного понятия «сегментарные нарушения тока лимфы». Они появлялись у онкологических больных с тотальными отёками верхних и нижних конечностей после удаления узлов или/и облучения. У Г. В. Чепеленко в тот период не возникало мысли о том, что в каждой группе исследованных ЛС их отрезки между точками бифуркаций являются не случайными, что каждый отрезок любой группы лимфатических коллекторов при наличии коллатеральных и анастомозирующих ветвей, имеющих сетевидную организацию, состоит из координирующих потоки лимфы элементов. Ему казалось, что сегментарные нарушения тока лимфы возможны только с ухудшением отведения лимфы в одном из повреждённых коллекторов и как при травме артерий или тромбозе вен — во всех анатомических зонах ниже повреждения. Тогда не существовало представлений о независимых дренажных территориях, дренирующих лимфу в дискретном порядке в группы крупных лимфатических коллекторов.
Перелом в его представлениях на принятую тогда во всём мире теорию сетей лимфатической системы произошёл во время его работы в Курганском НИИ экспериментальной и клинической ортопедии и травматологии (1979 − 1986). Принятый на должность старшего научного сотрудника он возглавил и самостоятельно стал проводить исследования по диагностике нарушений при различных клинических вариантах посттравматических отёков и лимфэдемах, возникавших в процессе замещения дефектов костной ткани и удлинения конечностей. При одном и том же уровне повреждения возникали то поднимающиеся к месту травму отёки, то — опускающиеся от неё, локальные или асимметричные. Когда возникали постоянные отёки, они занимали не всю конечность как при удалении или после облучения узлов, а распространялись только на её сегмент. Врачей обескураживала у части больных неуправляемая ситуация с прогрессированием отёков в процессе лечения. Они не могли выработать лечебную тактику для возвращения опороспособности конечности при удлинении костей и объяснить причины различного клинического поведения отёков, в одних случаях возникавших выше уровня наложения аппарата Илизарова, в других ниже — на голени и стопе с сохранением здоровых тканей на бедре. Более того, после восстановления опороспособности конечности, отёки оставались на длительное время и требовали самостоятельного курса лечения в специализированной клинике.
Именно, тогда Г. В. Чепеленко выдвинул гипотезу о том, что ограниченные отёки, нередко через зоны здоровых тканей, могут возникать при повреждении только части лимфатических сосудов в составе любого коллектора конечностей за счёт локального выключения каких-то структурных образований в самом коллекторе. Наблюдая за их поведением в течение длительных месяцев пребывания больных в клинике (так долго длится восстановление костной ткани), он распространил принцип сегментарности не на анатомические области, дренируемые каждой группой коллекторов и известных каждому анатому и врачу, а на структурную организацию элементов ЛС внутри каждого коллектора, впадающих в регионарные лимфатические узлы.
После публикации работ в научных журналах России и Европы (около 10), он переехал в Москву, где возглавил, открытое для него отделение лимфологии и рентгенохирургии в Центральной клинической больнице имени Н. А. Семашко министерства путей сообщения СССР (1986 − 2002), первое на железнодорожном транспорте страны. Г. В. Чепеленко — был профессором кафедры хирургических болезней и новых эндохирургических технологий Московского государственного медико-стоматологического университета (1992—2007).

## Сегментарная теория лимфатической системы
Им разработана теория сегментарного строения лимфатической системы : обнаружен функциональный феномен упорядоченной организации её звеньев — ограниченные отёки через зоны здоровых тканей после травм конечностей, открыты изолированные друг от друга дренажные территории, дренируемые в каждую группу крупных лимфатических сосудов, этапы и автономность перемещения лимфы от дренажных зон к узлам.
До его теории почти 400 лет были представления о неупорядоченном строении лимфатической системы со времени её открытия итальянским анатомом Gaspar Aselli в 1627 году и опубликованного в книге «De lactibus sive lacteis venis». Он описывает её как сеть многочисленных мелких сосудов, не имеющих ни плана строения, ни закономерной организации потоков лимфы. Основной постулат всех исследований после открытия ЛС — отсутствие независимых дренажных территорий и автономных путей движения лимфы в любом органе, включая кожные покровы, перемещение её к узлам в смешанных от нескольких областей потоках. Выбор пути казался произвольным в любом направлении через капилляры, не имеющих клапанов, через отводящие сосуды, впадающие в многие крупные сосуды, через крупные сосуды из-за их ветвлений и анастомозов между собой. Прогресс в понимании функционирования ЛС не был достигнутым после уточнения путей оттока лимфы: выделения второстепенных и главных сосудов и после определения площади кожных покровов, дренируемых одним второстепенным сосудом. Неопределённым оставался всё тот же план строения путей отведения лимфы, взаимоотношения капилляров с второстепенными и крупными сосудами, способы соединения между собой в любом органе, на различных уровнях конечности до регионарных узлов. С.Кубик и В.Вирс в главе «Гистология, анатомия и лимфографическая картина сосудов и узлов» руководства «Атлас лимфографии» писали следующее: 

…точная схема соединений между периферическими областями и региональными лимфатическими узлами не может быть установленной. Хотя связи одиночных узлов с определёнными областями тела или органами относительно постоянны, они не поддаются никакой закономерности.Оригинальный текст (англ.)...no exact scheme of connection between peripheral areas and lymph nodes can be established. Although the connection of single regional lymph nodes to certain body areas or organs are relatively constant, they cannot be looked upon as general occurence.

### Функциональный феномен сегментарного строения
Клинические варианты локальных отёков, удаленных от места травмы или примыкающих к зоне повреждения не укладывались в классическую схему неупорядоченного строения ЛС, блокада сосудов которой на одном из уровней должна бы вызывать стаз лимфы и патологические изменения во всём сегменте конечности ниже её как при тромбозе вен или артерий. Г. В. Чепеленко обратил внимание на избирательность этих нарушений и связал развитие ограниченных отёков с существованием независимых друг от друга дренажных территорий и упорядоченного строения элементов лимфатического русла. Он установил, что развитию отёка всей конечности предшествуют сегментарные (местные) нарушения, вслед за которыми возникают изменения в движении лимфы через соседние коллекторы. Позднее он подробно исследовал функциональный феномен сегментарной организации элементов лимфатического русла и выяснил причины появления асимметричных и/или ограниченных отёков различных анатомических областей конечностей.

### Контролирующие элементы объёмов транспорта лимфы
У него возникла идея проанализировать состояние отводящих сосудов
(преколлекторных) при различных уровнях частичных блокад крупных (коллекторных) лимфатических сосудов, когда создаются условия для ретроградного поступления контрастного вещества к капиллярным сетям кожи, то есть реконструировать невидимые прежде звенья транспортного русла. Идея была им реализована в диагностике сегментарных нарушений тока лимфы, а затем — с использованием клинических вариантов многоколлекторной и функциональной лимфографии — в изучении дренажных территорий, «привязанных» к группам сосудов. Методы позволили реконструировать группы отводящих сосудов кожи больших анатомических территорий конечностей и установить места переключения потоков лимфы к лимфатическим узлам. Реконструкция позволила открыть неодинаковую степень проникновения контрастного вещества к истокам отводящих сосудов от кожи через отрезки сосудов между точками их бифуркации. Он предположил, что внутри групп крупных сосудов через эти точки происходит регуляция потоков лимфы, а отрезки сосудов являются контролирующими элементами её объёмов, блокады которых создают временные помехи на ограниченных участках её транспорту. Открытие контролирующих элементов лимфатического русла поставило под сомнение представление о группах сосудов как о статичных анатомических образованиях, равномерно распределяющих потоки лимфы. Оно позволило найти причины миграции нарушений тока лимфы и отёков. Эти исследования позволили ему разработать теорию, согласно которой эти отрезки сосудов обладают свойством влиять на транспорт лимфы в других группах сосудов, объяснить, почему при одном и том же уровне травмы и числе повреждённых лимфатических сосудов возникают различные клинические варианты отёков. В серии работ 1981—1988 годов он выявил зависимость между числом блокированных лимфатических коллекторов и нарушениями транспорта лимфы через сегменты крупных сосудов между точками бифуркаций на различном удалении от уровней травмы конечности с локализацией и площадью отёков.

### Открытие независимых дренажных территорий
Первые сообщения о лимфатических сегментах и зональных дренажных территориях кожи и подкожно-жировой клетчатки верхних и нижних конечностей, об упорядоченной организации путей отведения лимфы и закономерностей её перемещения внутри передней медиальной группы сосудов при блокадах изложены Г. В. Чепеленко в двух статьях «Архива анатомии, гистологии и эмбриологии». Независимость этих областей поддерживается отрезками крупных сосудов между точками бифуркаций. Через каждую верхнюю точку осуществляется переток лимфы от каждой анатомической дренажной зоны по двум направлениям. Лимфа соседних территорий до впадения в отрезок крупного сосуда никогда не смешивается на участках от «кожи» — до «сегментов крупных сосудов» друг с другом. От каждой крупной дренажной зоны в эти сегменты лимфа поступает по отводящим сосудам в числе от 2-5 до 10 и более. Каждый из них дренирует участок кожных покровов площадью от 1,5 до 3,5 см ² — субсегмент. Открытие крупных независимых областей (лимфатических сегментов и зональных территорий) было подтверждено доказательством автономности дренажа лимфы, открытием контролирующих объёмы транспортируемой лимфы отрезков крупных сосудов и обнаружением асинхронной активности одних участков по сравнению с соседними сосудами. Различная степень изолированного нарушения их фазной способности, утрата сократимости отрезков свидетельствовала о невозможности продвижения лимфы только на отдельных участках при высоких подъёмах давления. Изолированные его повышения приводили к расширению сегментов сосудов, вначале — к увеличению амплитуды и частоты сокращений, а затем к падению их сократительной способности. Механизм активации или подавления её был реализован через независимые дренажные территории, сегментарные, автономные звенья транспорта лимфы в виде «вставок» к отрезкам крупных сосудов. Сегментарные нарушения тока лимфы при травмах крупных ЛС и появление ограниченных отёков, примыкающих к месту травмы или удалённых от уровней повреждения через зоны здоровых тканей конечностей, были подтверждением контролирующей роли их отрезков между точками бифуркаций объёмов транспортируемой лимфы и развитием только локальных форм лимфатической недостаточности.

### Автономность и классификация элементов ЛС
Отрицание анатомами независимых дренажных территорий вызвано ограничениями методов исследования лимфатической системы, не способными обнаружить дискретный /этапный/ тип движения лимфы. Стефан Кубик, открывший участки кожных покровов, дренируемые одним отводящим сосудом методом введения красящего вещества в истоки капиллярных сетей, полностью отрицал автономность путей его перемещения к регионарным узлам из-за многочисленных связей между капиллярами, отводящими и собирающими сосудами. Эти методы позволяли изучать отдельные сосуды от места введения краски без изображения отрезков крупных сосудов между точками бифуркаций и полной картины дренажа тканей больших площадей кожи. Метод, предложенный Г. В. Чепеленко, позволил расширить границы наблюдений и изучить взаимоотношения звеньев транспорта лимфы.
Им открыта различная степень автономности звеньев транспорта лимфы и разработана классификация элементов лимфатического русла. Они изложены в работах 1980—1990 годов, в его монографии. Движение лимфы к узлам от территорий кожи происходит посредством блоков элементов ЛС 1) ориентирующих его в коже и подкожно-жировой клетчатке к одному отводящему сосуду, 2) группирующих её потоки от территорий в отдельные отрезки собирающих сосудов между точками бифуркаций и 3) контролирующих объёмы транспортируемой лимфы через зональные и межзональные переключения её к узлам на каждом уровне конечнчости. Он доказал существование границ между группами элементов и установил морфологические и функциональные свойства каждого звена, отрезков крупных сосудов между точками бифуркаций, их способность влиять на перемещение лимфы от соседних территорий, регулировать миграцию её нарушений, распространение отёков. В каждом звене происходит группирование элементов ЛС (капилляров, посткапилляров, преколлекторных и коллекторных сосудов) в блоки, в субсегментарные, сегментарные и зональные отрезки отведения лимфы.
Субсегментарные области по данным ретроградной реконструкции, ориентированные на один отводящий сосуд, или крупные дренажные ареалы (лимфатические сегменты и зональные территории), дренирующие лимфу в группу/группы отводящих сосудов через отрезки крупных сосудов, имеют автономную, не сопряженную с соседними областями систему ультрафильтрации плазмы и образования лимфы в тканях. Этот автономный процесс прерывается в условиях блокад с отключения независимого отведения лимфы только на ограниченных участках ЛС. Кроме абсолютной независимости отводящих сосудов смежных дренажных областей,
существует регулируемое перемещение лимфы внутри каждой группы крупных лимфатических сосудов к регионалльным узлам через их отрезки и при наличии анастомозирующих ветвей между независимыми потоками лимфы. При изолированной травме всегда возникает функциональная блокада на ограниченном участке из-за нарушения их сократимости при растяжениях лимфангионов, которая может быть преодолена через одну из функционирующих дихотомических ветвей или анастомозы к соседнему лимфопотоку ниже травмы. Открытие контролирующей роли отрезков сосудов в регулировании объёмов лимфы при блокадах в зависимости от их протяженности и вариантов группирования позволило установить закономерности миграции отёков из мест первоначальной локализации территорий с затруднённым дренажём тканей.

### Зависимость площади отёков от типов блокад ниже травмы
Изучение причин локальных отёков и установление различной степени автономности транспортных звеньев позволило автору выявить закономерность связи площади нарушений и направления ретроградного движения лимфы через сегменты крупных сосудов с типами и размерами областей стаза лимфы, с миграцией отёков в зависимости от типов блокад. Поскольку переключение потоков лимфы происходит на всех уровнях конечности, типы функциональной или органической недостаточности отражают степень перегрузки выборочных звеньев лимфатического русла и дефицита сократительной способности отдельных сегментов сосудов между точками бифуркаций. Г. В. Чепеленко обнаружил, что
избирательное усиление или ослабление фазной моторной активности влияет на эффективность дренажа лимфатических областей, селективно регулируя или полностью подавляя от них отведение лимфы, затрудняя работу смежных лимфатических коллекторов.
Теория сегментарного строения лимфатической системы позволяет объяснить некоторые клинические симптомы и синдромы после травм конечностей и молекулярный механизм локальных отёков, вызванный избирательным ухудшением отведения лимфы от независимых областей и понять анатомическую основу их отбора для запуска динамической или органической недостаточности ЛС. Возможность предсказания миграции отёков и выяснения причин локальных нарушений отведения лимфы на основе сегментарного строения ЛС подтвердил Стефан Кубик. Отрицавший возможность дискретного транспорта лимфы от капилляров к регионарным узлам, структурной организации элементов ЛС, он подтвердил зависимость между числом блокированных лимфатических коллекторов и размером области с нарушенным оттоком лимфы. Кроме того, в схемах опубликованных в атласе лимфатической системы конечностей он привёл положения сегментарной теории Г. В. Чепеленко, из статей 1983—1988 годов без ссылок на первоисточники. Статьи Г. В. Чепеленко о независимых дренажных территориях, о трёхэтапном пути перемещения лимфы и автономности звеньев оттока цитируются в руководствах по хирургии. С учётом его теории разработана классификация посттравматических отёков. Она используется в рекомендациях по диагностике и лечению других видов отёков, в предсказании их клинического поведения, при выборе показаний к замещению дефектов костей на фоне сегментарных блокад лимфатического русла. Его приоритетные работы об открытии им независимых дренажных территорий, элементах лимфатического русла, контролирующих объёмы транспортируемой лимфы на каждом уровне конечностей и автономности дренажа включены в Johns Hopkins Guides.

## Гипотеза атеросклероза без общей гиперлипидемии
Для объяснения причин симптоматического атеросклероза/одиночных бляшек в отсутствие повышенного содержания холестерина в плазме крови, других показателей дислипидемии Г. В. Чепеленко разработал гипотезу о местном механизме удаления липопротеидов низкой (ЛПНП) и высокой (ЛПВП) плотностей, холестерина, поступающих их просвета артерии через интиму, эластическую мембрану в медиальный слой. При сегментарной блокаде vasa vasorum и vasa lymphaticum, предположил он, происходит нарушение выведения липопротеидов за пределы артерии. В результате гипоксии нарастает их перекисное окисление и возникает ситуация, которая требует немедленного удаления модифицированных ЛПНП и ЛПВП из средних её отделов. Независимо от степени ишемии возникает активация гладкомышечных клеток (ГМК) с экспрессией трофических и митотических факторов в ответ на окислительный стресс и трансформацию липопротеидов. Их местное повышение способствует вторичной эпителиальной дисфункции на этом участке с привлечением к нему клеток воспаления (моноцитов/макрофагов, Т — лимфоцитов) через активацию воспалительных цитокинов. Возникает медио-зависимая реакция эндотелия, которая усиливает прикрепление и проникновение этих клеток в субэндотелиальный слой. Эта гипотеза известна. Она цитируется в статьях из лабораторий и клиник мира
.
Основной путь удаления липопротеидов из лимфатической ловушки по гипотезе автора принадлежит ГМК. Одновременная модификация ЛПНП и ЛПВП, нарушение их транспорта в печень приводит к их накоплению, повышению выхода из ЛПВП холестерина, к снижению протеогликанов, которые, как известно, имеют высокое сродство к ЛПНП и задерживают их частицы в интиме. Остаётся единственный путь закрепления частиц в интиме: передача их модифицированных молекул, этерифицированного холестерина макрофагальным рецепторам из ГМК, их вовлечение наряду с макрофагами и моноцитами в формирование атероматозной бляшки. Перегруженные ими мигрирующие ГМК, превращаются в транспортные. Автор связывает усиление фагоцитарной способности клеток воспаления с сигналами активированных ГКМ. Он описал молекулярный механизм активации макрофагов и моноцитов через вторичную медио-зависимую реакцию эндотелиоцитов в отсутствие общей дислипидемии.
Его гипотеза подтверждена невысокой активностью фосфолипазы 2, связанной с липопротеидами (Lp — PLA2), освобождаемой из макрофагов, у больных с начальной степенью атеросклероза и одиночными бляшками. В отсутствие факторов риска и показателей атерогенности плазмы крови Lp — PLA2 является независимым и единственным маркером скрытого атеросклеротического процесса. Это связано с невысоким уровнем активации воспалительных клеток в зоне действия транспортных ГКМ. В отсутствие повышения холестерина и притока модифицированных частиц ЛПНП из просвета артерий значительно снижен внеклеточный, мобильный пул липопротеидов в самой атеросклеротической бляшке. Это значит, что такая бляшка с низким уровнем свободного холестерина у этих больных не представляет угрозу для жизни в отличие от больных с высоким уровнем его содержания или нарушения липидного обмена. Модифицированные частицы ЛПНП в результате окисления свободными радикалами кислорода из макрофагов больных с нарушением липидного обмена действуют как аутоантигены. Они усиливают воспалительную реакцию и повышают активность Lp — PLA2. Она усиливает гидролиз окисленных фофолипидов ЛПНП, образование биологически активных частиц (в том числе окисленных неэстерифицированных жирных кислот) и ведёт к нестабильности атеросклеротических бляшек.
У больных с обычным уровнем липопротеидов плазмы, с одиночными бляшками модифицированные ЛПНП и ЛПВП поступают к месту их утилизации из среднего слоя. Они захватываются ГМК, передаются в интерстициальных, лимфатических ловушках макрофагам, моноцитам, значительно снижая возможный мобильный пул липопротеидов при начальной активации и синтезе протеогликанов, самостоятельно захватывающих их частицы. Г. В. Чепеленко связывает формирование одиночной бляшки с накоплением модифицированных липопротеидов ГКМ, в меньшей степени — моноцитами, макрофагами, клетками эндотелия. Первичная реакция ГКМ на задержку и окисление ЛПНП и ЛПВП способствует их поглощению и переносу к месту повреждения интимы, вносит вклад в стабильность бляшки. Этот эффект достигается минимальной воспалительной реакцией, невысоким уровнем продуктов гидролиза окисленных фосфолипидов из-за низкого цитотоксического действия небольшого пула макрофагов, вовлечённых в патологический процесс.
Выводы автора о первичных сигнальных путях из средних слоёв артерии от ГКМ, о захвате ими модифицированными липопротеидов, вызванной миграции, передаче их макрофагам и формировании стабильной бляшки удалось также подтвердить некоторым исследователям улучшением результатов лечения назначением препаратов, подавляющих активность Lp — PLA2. Используя в качестве её ингибитора дарапладиб к терапии статинами у больных с различными уровнями воспалительной реакции, в том числе с отсутствием дислипидемии и у больных с регулируемыми её показателями, они подавили активность маркера, уменьшили свободный пул липопротеидов, их задержку в интиме за счёт увеличения количества ГКМ, усиливающих стабильность атеросклеротической бляшки.
Работы по исследованию лимфатических сосудов и узлов, продолжают подтверждать сегментарную теорию лимфатической системы Г. В. Чепеленко. Группа исследователей из медицинского центра Польской академии наук подтвердила данные о сегментарной организации ЛС, локальных нарушениях тока лимфы и избирательной патологии только отдельных сосудов в составе медиальной группы сосудов и некоторых региональных узлов при переломах нижних конечностей. Изучая молекулярные механизмы заживления костей, они обнаружили местные реакции лимфатических сосудов и узлов, дренирующих лимфу из зон перелома костей. Позднее выявлена зависимость темпов созревания костной ткани в зонах переломов от эффективности местной мобилизации иммунных клеток из кровотока к месту повреждения и активации лимфоцитов в региональных узлах. Цитируя статьи Г. В. Чепеленко по сегментарной и зональной патологии ЛС, они писали следующее:

Возникало изолированное расширение лимфатических сосудов от места перелома и увеличение пахового лимфатического узла. Эти сегментарные нарушения были упорными и продолжались даже после клинического восстановления костной ткани. При длительных незаживаюжих дефектах костей лимфосцинтиграфическая картина была различной. Ранее расширенные сосуды становились облитерированными, а лимфатические узлы исчезали.Оригинальный текст (англ.)There was dilatation of lymphatic draining the site of the fracture and enlargement of inguinal lymph node. These changes persisted even after clinical healing of the fracture. In the long-lasting nonhealing fracture, the lymphoscintigraphic picture were different. The draining lymphatics became obliterated, and the lymph nodes desappeared.

## Основные публикации
- Zyb A.F., Tschepelenko G.W. Methodik der Zweikollektoren lymphpographie der oberen Extremität. — Folia Angiologica. — 1977. — Band. ΧΧV (9/10). — S. 257—260.
- Чепеленко Г. В., Цыб А. Ф. Роль лимфографии в определении блокады тока лимфы и уровня лимфо-лимфатического шунтирования при отёках конечностей. — Вестних хирургии. — 1981. — № 10. — С. 77 — 83.
- Чепеленко Г. В. Диагностика нарушений лимфотока при ограниченных отёках нижних конечностей. — Вестник хирургии. — 1983. — № 10. — С. 52 — 57.
- Чепеленко Г. В. Пути движения лимфы при блокаде медиальных поверхностных лимфатических сосудов нижней конечности. — Архив анатомии, гистологии и эмбриологии. — 1983. — № 4. — С. 84 — 89.
- Чепеленко Г. В. Лимфографическая диагностика посттравматических отёков. — Клиническая медицина. — 1984. — № 4. — С. 84 — 89.
- Чепеленко Г. В., Свешников А. А., Мингазова Н. Б. Рентгеноконтрастное и радионуклидное исследование лимфатических сосудов различных коллекторов при травме нижних конечностей. — Ортопедия, травматология и протезирование. — 1984. — № 6. — С. 18 — 20.
- Свешников А. А., Чепеленко Г. В., Мингазова Н. Б. Радионуклидная многоколлекторная лимфография конечностей. — Медицинская радиология. — 1984. — № 9. — С. 9 — 15.
- Чепеленко Г. В. Клинико-лимфографическая классификация посттравматических отёков. — Вестник хирургии. — 1985. — № 5. — С. 86 — 91.
- Чепеленко Г. В., Свешников А. А., Мухамеджанов И. Х. Оценка нарушений тока лимфы при посттравматических отёках нижних конечностей. — Вестник рентгенологии и радиологии. — 1985. — № 6. — С. 60 — 65.
- Чепеленко Г. В. Лимфоносные сосуды верхней конечности и их отношение к узлам подмышечной области в норме и при блокаде тока лимфы. — Архив анатомии, гистологии и эмбриологии. — 1985. — № 12. — С. 74 — 81.
- Чепеленко Г. В., Цыб А. Ф., Рабкин И. Х., Курашов З. И. Частота и пути заполнения контрастным веществом лимфатических узлов выше диаграфмы при антеградной лимфографии грудного протока. — Архив анатомии, гистологии и эмбриологии. — 1981. — № 7. — С. 40 — 49.
- Чепеленко Г. В. Клинико-лимфографическая диагностика стойких отёков стопы и голеностопного сустава. — Вестник хирургии. — 1985. — № 10. — С. 80 — 83.
- Чепеленко Г. В. Диагностика острых и хронических нарушений лимфооттока после травмы. — Вестник хирургии. — 1986. — № 4. — С. 78 — 83.
- Чепеленко Г. В. Лимфография при посттравматических отёках голени. — Вестник рентгенологии и радиологии. — 1986. — № 3. — С. 55 — 61.
- Чепеленко Г. В. Хронический посттравматический отёк, возникший на фоне атрофии мышечных тканей нижних конечностей. — Клиническая медицина. — 1986. — № 4. — С. 112—116.
- Чепеленко Г. В. Клинико-лимфографическая диагностика посттравматического отёка при замещении дефекта костной ткани. — Вестник хирургии. — 1987. — № 5. — С. 36 — 38.
- Čepelenko G.V., Zusmanovich F.N., Makushin V.D. Lymphographie zur Aufklarung der Ursachen von Ődembildungen bei Patienten. — Radiologica, diagnostica. — 1987. — Band. 25. — H. 6. — S. 725—733.
- Čepelenko G.V. Lymphographie bei Fuβődemen nach Frakturen im unteren Unterschenkeldrittel. — Radiologica, diagnostica. — 1987. — Band. 28. — H. 2. — S. 223—230.
- Čepelenko G.V. Lymphographie bei Knochendefecten des Untersenkels. — Radiologica, diagnostica. — 1988. — Band. 29. — H. 2. — S. 261—267.
- Чепеленко Г. В. Сегментарная теория лимфатической системы. Происхождение ограниченных отёков конечностей. — Москва: Химия. — 1990. — С. 1 — 160.
- Chepelenko G.V., Togobetsky O.A. Roentgenological proofs of the zone and segment structures of the lymphatic system. — ΧΧΧII-th Czechoslovak radiological congress and symposium on ultrasound. — Košice. May 15 — 18. — 1990. — P. 12 — 13.
- Чепеленко Г. В., Акимов А. А., Адамян А. А. Рентгенологические доказательства сегментарного строения лимфатической системы конечностей. — Советская медицина. — 1990. — № 3. — С. 93 — 98.
- Луцевич Э. В., Чепеленко Г. В. Теория микрохирургической анатомии лимфатических сегментов кожи: перспективы практического использования. — Анналы хирургии. — 1997. — № 4. — С. 67 — 76.
- Чепеленко Г. В. Патогенез атеросклероза у больных без нарушения липидного обмена: гипотеза утилизации холестерина и образования атероматозной бляшки. — Ангиология и сосудистая хирургия. — 2003. — № 3. — С. 20 — 26.
- Чепеленко Г. В. Функциональная оценка лимфатического русла больных с поздними клиническими классами ХВН по международной классификации СЕАР. — Ангиология и сосудистая хирургия. — 2006. — № 4. — С. 95 — 102.
- Pokrovsky A.V., Savrasov G.V., Danilin E.I., Chepelenko G.V., Antusevas A.F., Kavaliauskiene Z. Ultrasonic endarterectomy for long suprficial femoral artery atherosclerotic occlusive disease. — European Journal of Vascular and Endovascular Surgery. — 2006. — Vol. 32. — Is. 6. — P. 657—662.